# Крекеоань
Крекеоань, Крекеоані (рум. Crăcăoani) — село у повіті Нямц в Румунії. Входить до складу комуни Крекеоань.
Село розташоване на відстані 295 км на північ від Бухареста, 18 км на північ від П'ятра-Нямца, 96 км на захід від Ясс.

## Населення
За даними перепису населення 2002 року у селі проживали 2179 осіб.
Національний склад населення села:
| Національність | Кількість осіб | Відсоток |
| -------------- | -------------- | -------- |
| румуни         | 1932           | 88,7%    |
| цигани         | 244            | 11,2%    |

Рідною мовою назвали:
| Мова      | Кількість осіб | Відсоток |
| --------- | -------------- | -------- |
| румунська | 2133           | 97,9%    |
| циганська | 42             | 1,9%     |